# پرتر (اکلاهما)
پرتر(به انگلیسی: Porter) شهری در ایالت اکلاهما کشور ایالات متحده آمریکا است که جمعیت آن در سرشماری سال ۲۰۱۰ میلادی، ۵۶۶ نفر بوده‌است.